# Bobby Deol
Bobby Deol, né Vijay Singh Deol (hindi : विजय सिंह देओल, pendjabi : ਵਿਜੇ ਸਿੰਘ ਦੇਓਲ), le 27 janvier 1969, est un acteur indien de l'industrie cinématographique dite Bollywood. Né dans une famille d'acteurs d'origine pendjabie jat, Deol est le fils du célèbre acteur Dharmendra très populaire au cours des années 1970, et frère de Sunny Deol, lui aussi grand acteur de Bollywood. Les quatre enfants de Dharmendra, Bobby, Sunny Deol, Ahana Deol et Esha Deol ont tous démarré une carrière d'acteur.
Bobby a majoritairement joué dans des films à suspense (thrillers), des personnages riches mais vulnérables dans la classe moyenne de la société, affecté par la corruption et les femmes et souvent impliqué dans la vengeance du décès de sa bien-aimée. Ses films impliquent généralement des thèmes de jalousie, duperie et la vengeance.
Deol a été attribué la récompense du meilleur débutant au Filmfare Awards pour son rôle dans le film Barsaat et plus tard a été nommé pour la récompense du meilleur acteur au Filmfare Awards pour sa performance dans Humraaz

## Filmographie
| Year | Film                             | Role                            | Autres Notes                                  |
| ---- | -------------------------------- | ------------------------------- | --------------------------------------------- |
| 1977 | Dharam Veer                      | Young Dharam                    | Child Artist                                  |
| 1995 | Barsaat                          | Badal                           | Lauréat, Filmfare Awards - Meilleur débutant  |
| 1997 | Gupt: The Hidden Truth           | Sahil Sinha                     |                                               |
| 1997 | Aur Pyaar Ho Gaya                | Bobby Oberoi                    |                                               |
| 1998 | Kareeb                           | Nandu 'Gundu' Menon             |                                               |
| 1998 | Soldier                          | Vicky/Raju Malhotra             |                                               |
| 1999 | Dillagi                          | Rajvir                          |                                               |
| 2000 | Badal                            | Raja/Badal                      |                                               |
| 2000 | Hum To Mohabbat Karega           | Rajiv Bhatnagar                 |                                               |
| 2000 | Bichhoo                          | Jeeva                           |                                               |
| 2001 | Aashiq                           | Chander Kapoor                  |                                               |
| 2001 | Ajnabee                          | Raj Malhotra                    |                                               |
| 2002 | Kranti                           | Abhay Pratap Singh              |                                               |
| 2002 | 23rd March 1931: Shaheed         | Bhagat Singh                    |                                               |
| 2002 | Humraaz                          | Raj Singhania                   | Nommé, Filmfare Awards - Meilleur Acteur      |
| 2002 | Chor Machaaye Shor               | Shyam Singh/Insp. Ram Singh     |                                               |
| 2004 | Kismat                           | Tony                            |                                               |
| 2004 | Bardaasht                        | Aditya Shrivastav               |                                               |
| 2004 | Ab Tumhare Hawale Watan Saathiyo | Kunaljit Singh/Vikramjeet Singh |                                               |
| 2005 | Jurm                             | Avinash Malhotra                |                                               |
| 2005 | Tango Charlie                    | Sepoy Tarun Chauhan             |                                               |
| 2005 | Barsaat                          | Arav                            |                                               |
| 2005 | Dosti: Friends Forever           | Karan                           |                                               |
| 2006 | Humko Tumse Pyaar Hai            | Raj                             |                                               |
| 2006 | Alag                             |                                 | Spéciale apparence dans la chanson Sabse Alag |
| 2007 | Shakalaka Boom Boom              | A.J.                            |                                               |
| 2007 | Jhoom Barabar Jhoom              | Steve Singh/Satvinder Singh     |                                               |
| 2007 | Apne                             | Karan Singh Choudhary           |                                               |
| 2007 | Naqaab                           | Karan Khanna/Rohit Shroff       |                                               |
| 2007 | Om Shanti Om                     | Bobby Deol                      | Spéciale apparence                            |
| 2007 | Nanhe Jaisalmer                  | Bobby Deol                      |                                               |
| 2008 | Chamku                           | Chamku                          |                                               |
| 2008 | Heroes                           | Dhananjay "DJ" Shergill         |                                               |
| 2008 | Dostana                          | Abhimanyu Singh                 |                                               |
| 2009 | Ek - The Power of One            | Nandu                           |                                               |
| 2009 | Vaada Raha                       | Dr. Duke Chawla                 |                                               |
| 2010 | Help                             | Vic                             |                                               |
| 2010 | Yamala Pagla Deewana             | Gajhodar/Karam-veer             |                                               |
| 2011 | Thank You                        |                                 |                                               |